# Galil Córdova
Indumil Galil Córdova es un fusil de asalto diseñado y desarrollado por la industria militar de Colombia, basado en la anterior versión, el Galil AR. Es uno de los principales fusiles de asalto de las Fuerzas Militares y la Policía Nacional de Colombia.
El Galil es la patente en armas más desarrollada que ha tenido la industria militar colombiana. Son cerca de 25 ingenieros especializados y mil operarios quienes se dedican a la producción y mejoramiento del fusil para las Fuerzas nacionales y extranjeras. El Galil Córdova surge de la necesidad de modernizar 400.000 fusiles de las Fuerzas Militares de Colombia. Primero se desarrolló un Kit de modernización del fusil Galil SAR, AR, de fácil montaje para modificar el arma y mejorar las características actuales de la misma, permitiendo adaptar accesorios de combate táctico (miras, linternas, láser, segunda empuñadura) para mejorar la ergonomía y comodidad del usuario por medio de una culata telescópica.
Una vez realizada la actualización del Fusil Galil AR con el Kit de conversión surge necesidad de realizar una segunda actualización mejorando algunas de sus características técnicas (peso, longitud de cañón, calibre, cadencia de fuego y ergonomía), convirtiéndole además en un rifle táctico de defensa urbana adaptado a las necesidades de seguridad actual de Colombia.

## Historia
El Galil fue diseñado en 1969 por Yisrael Galil, de Israel, de quien lleva su nombre. El arma se basa en el fusil de asalto finlandés Valmet RK 62, que, a su vez, era una variante de gran calidad del Kalashnikov soviético; de su prototipo, Galil copia el mecanismo de funcionamiento. Asimismo, el diseño tuvo en cuenta los logros de otros modelos contemporáneos, por ejemplo, del FN FAL belga tomó la culata plegable y la bayoneta.
Con el escalamiento del conflicto colombiano y las restricciones a las ventas de armas y repuestos desde países fabricantes, el gobierno se vio en la necesidad de encontrar un proveedor que satisficiera no solamente las demandas del conflicto, sino que además garantizara el continuo suministro de material nuevo, repuestos, pero más importante, la transferencia de tecnología.
Finalmente, Israel decide estandarizar su armamento de infantería, en torno a los fusiles y carabinas de la familia M derivadas del diseño de Colt, cediendo la producción del Galil, así como equipos de ensamblaje, a la empresa estatal de Colombia (Indumil) en el año 1994.
Sin embargo, siempre fue un deseo de la Inspección General del ejército colombiano el poder contar con un arma que adaptara muchas de las experiencias adquiridas en combate y capaz de ajustarse a las características propias del infante colombiano. Los estudios en este sentido demostraron que las mejores opciones para ello eran el fusil Galil y la carabina Colt M4. De las particularidades de estas dos armas, así como de la experiencia y además de la capacidad de la industria militar nacional, surge en Indumil el fusil Galil ACE, cuya tasa de producción anual actualmente se cifra en 44000 unidades al año.
En el 2015, con el fin de ampliar el portafolio de productos de la Industria militar, Indumil desarrolla un prototipo, el Galil AR semiautomático, con culata retráctil de seis posiciones, innovando de tal manera que el usuario se beneficie con productos que se adecúan a diferentes requerimientos y entornos. Una vez realizada la actualización del fusil Galil AR con el Kit de conversión, surge la necesidad de realizar una segunda actualización del arma, mejorando algunas características técnicas que recibieron críticas por parte de soldados que lo utilizaron, tales como su peso, la longitud de cañón, el calibre, su cadencia de fuego, ergonomía y portabilidad. Así es que finalmente surge el fusil Galil Córdova.

## Usuarios
- Colombia [cita requerida]
- Guatemala[8]

## Galería
| Córdova Cañón 8" | Córdova Cañón 13" | Córdova Cañón 18" |
| ---------------- | ----------------- | ----------------- |
|                  |                   |                   |